# Bunker Berliner Straße (Lübeck)

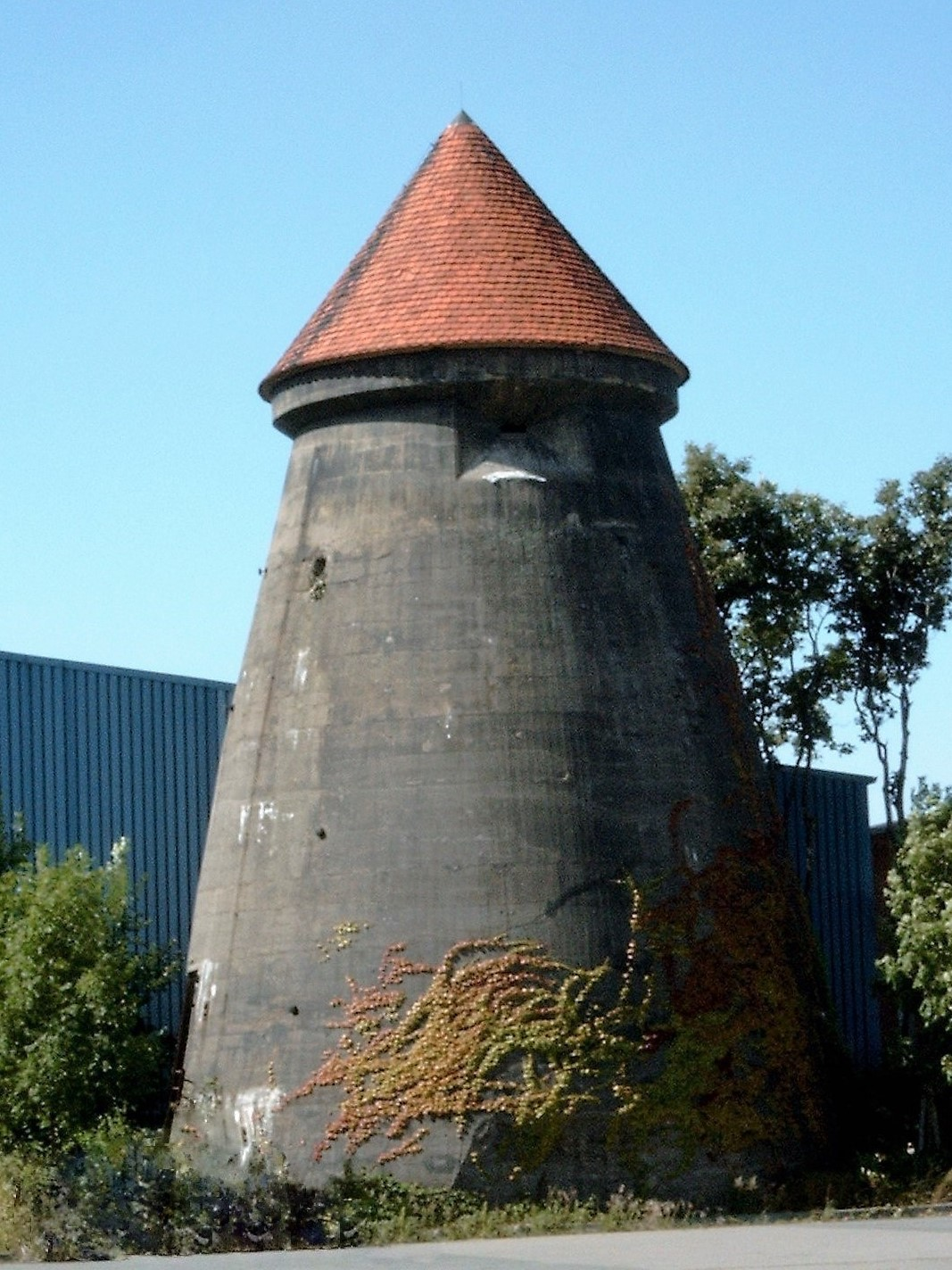
Ansicht von Südosten (2001)

Der Bunker Berliner Straße ist ein ehemaliges Werk-Luftschutzgebäude im Stadtteil St. Jürgen von Lübeck. Das Gebäude wurde im Zweiten Weltkrieg als Hochbunker der Reichsbahn auf dem Gelände des ehemaligen Ausbesserungswerks Lübeck-Genin fertig gestellt. Der Bunker wurde als Denkmal eingetragen. 

## Gebäude
Nach der Bauart von Leo Winkel hat es die Form eines Kegels; die Bomben sollten abprallen. Der Bunker mit neun Geschossen hat ein überkragendes Dach über einem Ausguck als Turmbeobachter. Das freistehende Luftschutzgebäude stand zu dicht an den Gleisen, so dass 30 cm wieder abgeschlagen werden mussten.

## Stadtgestalt
Der Bunker wurde nahe der Kronsforder Allee gebaut, wo sich auch der einstige Zuweg zum Bahnbetriebswerk befand. In Anpassung an mittelalterliche Wehrbauten wurde das Dach mit Schindeln gedeckt, der Baukörper blieb betonsichtig.

## Geschichte
Das betriebseigene Gebäude für den Werk-Luftschutz entstand 1940 und war für 500 Beschäftigte der Bahn ausgelegt. Nach Kriegsende war die Entmilitarisierung durch Sprengung gefordert, die nicht ausgeführt wurde. Das Ausbesserungswerk aus der Zeit der Lübeck-Büchener Eisenbahn wurde 1959 aufgegeben. Folgende Nutzungsänderungen und der teilweise Abriss von Werksgebäuden sowie die Neubebauung ließen den Bunker unberührt.